# Zomer (Emile Claus)
Zomer is een schilderij van de Vlaamse schilder Emile Claus (1849-1924). De kunstenaar vervaardigde het werk in 1893. Het behoort tot de collectie van het Koninklijk Museum voor Schone Kunsten Antwerpen, waar het inventarisnummer 1836 draagt.

## Context
Emile Claus schilderde de Zomer in juni 1893. Het was een productief jaar, waarin hij niet minder dan zeventien doeken voltooide. Op dat moment was zijn werk reeds geëvolueerd van naturalisme (academisme) naar luminisme, als gevolg van zijn bewondering voor Claude Monet. Het luminisme gold als de Belgische variant van het Franse impressionisme dat Monet vertegenwoordigde. Op een tentoonstelling in 1891 stelde hij de eerste maal zijn luministisch werk voor. Vanaf dat jaar overheersten kleur en licht zijn oeuvre. Als voortrekker van deze Belgische stijl was hij in 1904 onder meer medestichter van een luministisch genootschap genaamd Vie et Lumière.
Vanaf 1886 tot aan zijn dood woonde hij in Astene aan de Leie. Hij reisde veel, onder andere naar Spanje, Marokko en Algerije. Dat stelde hem in staat zowel in binnen- als buitenland vriendschappen te smeden met beeldende kunstenaars en schrijvers zoals Cyriel Buysse en Camille Lemonnier. Op die manier was hij op de hoogte van de artistieke productie van zijn tijd.
Als pleinairist werkte deze schilder in open lucht. Hij probeerde ter plaatse de vluchtige, wisselende seizoenen en weersomstandigheden te vatten. De werkende boerenbevolking en het landschap rond de rivier de Leie boeiden hem zijn hele leven. Tijdens de Eerste Wereldoorlog verbleef Claus in Londen. Ook daar bestudeerde hij lichtweerspiegelingen bij verschillende weersomstandigheden, ditmaal op de Theems. Het Koninklijk Museum voor Schone Kunsten Antwerpen heeft van Claus ook het schilderij Winter.
Rond 1890 evolueerde het pleinairisme van Henry Van de Velde, Théo van Rysselberghe en Willy Finch naar het divisionisme of neo-impressionisme. Emile Claus bleef tot die jaren echter vooral dorpstaferelen schilderen. Dat deed hij op een traditionele werkwijze zoals de Antwerpse Academie het hem geleerd had. Het contact met zijn vriend en kunstcriticus Lemonnier zette hem aan tot impressionistische werken. Het was echter vooral tijdens zijn verblijf in Parijs, waar hij van 1888 tot 1892 verbleef, dat hij Claude Monet, Alfred Sisley, Camille Jacob Pissarro en Auguste Renoir leerde bewonderen. Als gevolg hiervan werd zijn palet in 1890-92 helder, zijn toets soepel en verdwenen de anekdotes meer.

## Beschrijving
Dwars door het schilderij is een landweg met een lichte bocht te zien. Op de achtergrond van het schilderij wandelt een boerin met haar grazende koe. Ze staat middenin de velde tussen rijpe korenstengels. Door de bomen aan de hoge horizon is de hemel onzichtbaar. De contouren van het onderwerp zijn te zien, in tegenstelling tot meer realistische details. Claus maakte gebruik van een weinig contrastrijk coloriet. De lila, roze, groene en witte kleuren in lichte tinten en kleine veegjes vallen des te meer op. Het lijkt wel alsof hij verblind werd door het zonlicht dat zijdelings van rechts komt. Op de achtergrond is te zien hoe de warmte zindert in de blauwe schaduwen. De kunstenaar geeft zo de indruk dat het licht trilt. Dat doet hij door afwisselend gladde en in reliëf aangebrachte verf te gebruiken.

## Kunst en Geest in Vlaanderen
Karel van de Woestijne beschreef in zijn tekst over Emile Claus in "Kunst en Geest in Vlaanderen" een lange wandeling van de schilder op een zomerdag. "Nu zijn de wegels tussen het koren mul en heet als het schelpenstof van zomersche zeeduinen. Een hitte golft aan en toe uit de granen. Het is of een nieuwe dracht van stuifmeel draalt over de dikke aren en grijpt naar den adem van uw keel". Even verder schreef hij: "Ik hadde hem [Emile Claus] willen teekenen als een deel der Vlaamsche natuur, als een spontane natuuruiting, als eene Vlaamsche natuurkracht zooals ook Streuvels dat is, zooals Peter Benoit dat was, zooals het Guido Gezelle beliefde te zijn".